# Trolleybus La Chaux-de-Fonds
| \| \| \| \| \| \| \| \| 304 Éplatures Nord \| \| \| \| \| Blaise-Cendrars \| \| \| \| \| Forges \| \| \| \| \| Arc-en-ciel \| \| \| \| \| Breguet \| \| \| \| \| Tricentenaire \| \| \| \| \| \| \| \| \| \| Numaga \| \| \| \| \| Cernil-Antoine \| \| \| \| \| Ami-Girard \| \| \| \| \| Fusion \| \| \| \| \| \| \| \| \| \| 301 Recorne \| \| \| \| \| Chapeau-Rablé \| \| \| \| \| Lycée Blaise-Cendrars \| \| \| \| \| Succès \| \| \| \| \| Villa Turque \| \| \| \| \| Pouillerel \| \| \| \| \| \| \| \| \| \| Nord \| \| \| \| \| \| \| \| \| \| Abeille \| \| \| \| \| Armes-Réunies \| \| \| \| \| Paix \| \| \| \| \| \| \| \| \| \| \| \| \| \| \| 302 Combe-à-l'Ours \| \| \| \| \| Grillon \| \| \| \| \| Éplatures Jaunes \| \| \| \| \| Bonne Fontaine \| \| \| \| \| Morgarten \| \| \| \| \| Entilles \| \| \| \| \| Grand-Pont \| \| \| \| \| \| \| \| \| \| Gare \| \| \| \| \| Balancier \| \| \| \| \| \| \| \| \| \| Coullery \| \| \| \| \| Bibliothèque \| \| \| \| \| Bois du Petit Château \| \| \| \| \| Stavay-Mollondin \| \| \| \| \| Citadelle \| \| \| \| \| Bel-Air \| \| \| \| \| Chasseral \| \| \| \| \| 304 Hôpital \| \| \| \| \| \| \| \| \| \| Théâtre \| \| \| \| \| Espacité \| \| \| \| \| Grande fontaine \| \| \| \| \| \| \| \| \| \| Marché \| \| \| \| \| Versoix \| \| \| \| \| Moulins \| \| \| \| \| Perret-Gentil \| \| \| \| \| Parc des Sports \| \| \| \| \| Pâquerette \| \| \| \| \| 302 Charrière \| \| \| \| \| \| \| \| \| \| Fritz-Courvoisier \| \| \| \| \| Étoile \| \| \| \| \| Monique St-Hélier \| \| \| \| \| L'Éplattenier \| \| \| \| \| 301 Arêtes \| \| \| \| \| \| \| |  |                       |                       |
| U-Bahn-Strecke von links (außer Betrieb) · U-Bahn-Strecke von rechts (außer Betrieb) |  |                       |                       |
| U-Bahn-Bahnhof (Strecke außer Betrieb) · U-Bahn-Strecke geradeaus (außer Betrieb) |  | 304 Éplatures Nord    | 304 Éplatures Nord    |
| U-Bahn-Bahnhof (Strecke außer Betrieb) · U-Bahn-Strecke geradeaus (außer Betrieb) |  | Blaise-Cendrars       | Blaise-Cendrars       |
| U-Bahn-Bahnhof (Strecke außer Betrieb) · U-Bahn-Strecke geradeaus (außer Betrieb) |  | Forges                | Forges                |
| U-Bahn-Strecke (außer Betrieb) · U-Bahn-Bahnhof (Strecke außer Betrieb) |  | Arc-en-ciel           | Arc-en-ciel           |
| U-Bahn-Strecke (außer Betrieb) · U-Bahn-Bahnhof (Strecke außer Betrieb) |  | Breguet               | Breguet               |
| U-Bahn-Strecke (außer Betrieb) · U-Bahn-Bahnhof (Strecke außer Betrieb) |  | Tricentenaire         | Tricentenaire         |
| |  |                       |                       |
| U-Bahn-Haltepunkt / Haltestelle (Strecke außer Betrieb) |  | Numaga                | Numaga                |
| U-Bahn-Haltepunkt / Haltestelle (Strecke außer Betrieb) |  | Cernil-Antoine        | Cernil-Antoine        |
| U-Bahn-Bahnhof (Strecke außer Betrieb) |  | Ami-Girard            | Ami-Girard            |
| U-Bahn-Haltepunkt / Haltestelle (Strecke außer Betrieb) |  | Fusion                | Fusion                |
| U-Bahn-Strecke (außer Betrieb) |  |                       |                       |
| U-Bahn-Strecke (außer Betrieb) · U-Bahn-Bahnhof (Strecke außer Betrieb) |  | 301 Recorne           | 301 Recorne           |
| U-Bahn-Strecke (außer Betrieb) · U-Bahn-Bahnhof (Strecke außer Betrieb) |  | Chapeau-Rablé         | Chapeau-Rablé         |
| U-Bahn-Strecke (außer Betrieb) · U-Bahn-Haltepunkt / Haltestelle (Strecke außer Betrieb) |  | Lycée Blaise-Cendrars | Lycée Blaise-Cendrars |
| U-Bahn-Strecke (außer Betrieb) · U-Bahn-Haltepunkt / Haltestelle (Strecke außer Betrieb) |  | Succès                | Succès                |
| U-Bahn-Strecke (außer Betrieb) · U-Bahn-Haltepunkt / Haltestelle (Strecke außer Betrieb) |  | Villa Turque          | Villa Turque          |
| U-Bahn-Strecke (außer Betrieb) · U-Bahn-Bahnhof (Strecke außer Betrieb) |  | Pouillerel            | Pouillerel            |
| U-Bahn-Strecke (außer Betrieb) |  |                       |                       |
| U-Bahn-Strecke (außer Betrieb) · U-Bahn-Strecke (außer Betrieb) · U-Bahn-Bahnhof (Strecke außer Betrieb) |  | Nord                  | Nord                  |
| U-Bahn-Strecke nach links (außer Betrieb) · U-Bahn-Kreuzung (Strecken außer Betrieb) · U-Bahn-Abzweig geradeaus und von rechts (Strecke außer Betrieb) |  |                       |                       |
| U-Bahn-Strecke (außer Betrieb) · U-Bahn-Bahnhof (Strecke außer Betrieb) |  | Abeille               | Abeille               |
| U-Bahn-Strecke (außer Betrieb) · U-Bahn-Bahnhof (Strecke außer Betrieb) |  | Armes-Réunies         | Armes-Réunies         |
| U-Bahn-Bahnhof (Strecke außer Betrieb) · U-Bahn-Strecke geradeaus (außer Betrieb) |  | Paix                  | Paix                  |
| |  |                       |                       |
| U-Bahn-Strecke (außer Betrieb) |  |                       |                       |
| U-Bahn-Bahnhof (Strecke außer Betrieb) · U-Bahn-Strecke (außer Betrieb) |  | 302 Combe-à-l'Ours    | 302 Combe-à-l'Ours    |
| U-Bahn-Haltepunkt / Haltestelle (Strecke außer Betrieb) · U-Bahn-Strecke (außer Betrieb) |  | Grillon               | Grillon               |
| U-Bahn-Haltepunkt / Haltestelle (Strecke außer Betrieb) · U-Bahn-Strecke (außer Betrieb) |  | Éplatures Jaunes      | Éplatures Jaunes      |
| U-Bahn-Haltepunkt / Haltestelle (Strecke außer Betrieb) · U-Bahn-Strecke (außer Betrieb) |  | Bonne Fontaine        | Bonne Fontaine        |
| U-Bahn-Haltepunkt / Haltestelle (Strecke außer Betrieb) · U-Bahn-Strecke (außer Betrieb) |  | Morgarten             | Morgarten             |
| U-Bahn-Haltepunkt / Haltestelle (Strecke außer Betrieb) · U-Bahn-Strecke (außer Betrieb) |  | Entilles              | Entilles              |
| U-Bahn-Bahnhof (Strecke außer Betrieb) · U-Bahn-Strecke (außer Betrieb) |  | Grand-Pont            | Grand-Pont            |
| |  |                       |                       |
| U-Bahn-Bahnhof (Strecke außer Betrieb) |  | Gare                  | Gare                  |
| U-Bahn-Bahnhof (Strecke außer Betrieb) |  | Balancier             | Balancier             |
| |  |                       |                       |
| U-Bahn-Strecke (außer Betrieb) · U-Bahn-Haltepunkt / Haltestelle (Strecke außer Betrieb) |  | Coullery              | Coullery              |
| U-Bahn-Strecke (außer Betrieb) · U-Bahn-Haltepunkt / Haltestelle (Strecke außer Betrieb) |  | Bibliothèque          | Bibliothèque          |
| U-Bahn-Strecke (außer Betrieb) · U-Bahn-Haltepunkt / Haltestelle (Strecke außer Betrieb) |  | Bois du Petit Château | Bois du Petit Château |
| U-Bahn-Strecke (außer Betrieb) · U-Bahn-Haltepunkt / Haltestelle (Strecke außer Betrieb) |  | Stavay-Mollondin      | Stavay-Mollondin      |
| U-Bahn-Strecke (außer Betrieb) · U-Bahn-Haltepunkt / Haltestelle (Strecke außer Betrieb) |  | Citadelle             | Citadelle             |
| U-Bahn-Strecke (außer Betrieb) · U-Bahn-Haltepunkt / Haltestelle (Strecke außer Betrieb) |  | Bel-Air               | Bel-Air               |
| U-Bahn-Strecke (außer Betrieb) · U-Bahn-Haltepunkt / Haltestelle (Strecke außer Betrieb) |  | Chasseral             | Chasseral             |
| U-Bahn-Strecke (außer Betrieb) · U-Bahn-Bahnhof (Strecke außer Betrieb) |  | 304 Hôpital           | 304 Hôpital           |
| U-Bahn-Strecke (außer Betrieb) |  |                       |                       |
| U-Bahn-Bahnhof (Strecke außer Betrieb) |  | Théâtre               | Théâtre               |
| U-Bahn-Bahnhof (Strecke außer Betrieb) |  | Espacité              | Espacité              |
| U-Bahn-Bahnhof (Strecke außer Betrieb) |  | Grande fontaine       | Grande fontaine       |
| |  |                       |                       |
| U-Bahn-Strecke (außer Betrieb) · U-Bahn-Haltepunkt / Haltestelle (Strecke außer Betrieb) |  | Marché                | Marché                |
| U-Bahn-Strecke (außer Betrieb) · U-Bahn-Haltepunkt / Haltestelle (Strecke außer Betrieb) |  | Versoix               | Versoix               |
| U-Bahn-Strecke (außer Betrieb) · U-Bahn-Haltepunkt / Haltestelle (Strecke außer Betrieb) |  | Moulins               | Moulins               |
| U-Bahn-Strecke (außer Betrieb) · U-Bahn-Haltepunkt / Haltestelle (Strecke außer Betrieb) |  | Perret-Gentil         | Perret-Gentil         |
| U-Bahn-Strecke (außer Betrieb) · U-Bahn-Haltepunkt / Haltestelle (Strecke außer Betrieb) |  | Parc des Sports       | Parc des Sports       |
| U-Bahn-Strecke (außer Betrieb) · U-Bahn-Haltepunkt / Haltestelle (Strecke außer Betrieb) |  | Pâquerette            | Pâquerette            |
| U-Bahn-Strecke (außer Betrieb) · U-Bahn-Bahnhof (Strecke außer Betrieb) |  | 302 Charrière         | 302 Charrière         |
| U-Bahn-Strecke (außer Betrieb) |  |                       |                       |
| U-Bahn-Haltepunkt / Haltestelle (Strecke außer Betrieb) |  | Fritz-Courvoisier     | Fritz-Courvoisier     |
| U-Bahn-Haltepunkt / Haltestelle (Strecke außer Betrieb) |  | Étoile                | Étoile                |
| U-Bahn-Haltepunkt / Haltestelle (Strecke außer Betrieb) |  | Monique St-Hélier     | Monique St-Hélier     |
| U-Bahn-Haltepunkt / Haltestelle (Strecke außer Betrieb) |  | L'Éplattenier         | L'Éplattenier         |
| U-Bahn-Bahnhof (Strecke außer Betrieb) |  | 301 Arêtes            | 301 Arêtes            |
| |  |                       |                       |

Der Trolleybus La Chaux-de-Fonds ist das Trolleybus-System der schweizerischen Stadt La Chaux-de-Fonds im Kanton Neuenburg. Es wurde am 23. Dezember 1949 eröffnet und ersetzte die ehemalige Strassenbahn von 1897. Ursprüngliche Betreibergesellschaft war die Compagnie des Transports en commun, La Chaux-de-Fonds (TC), nach einer 2005 erfolgten Fusion gehörte der Trolleybusbetrieb zum Unternehmen Transports Régionaux Neuchâtelois (TRN). Von 2012 an war schliesslich die damals neugegründete Transports Publics Neuchâtelois SA (transN) Eigentümerin. Diese betreibt bis heute den benachbarten Trolleybus Neuenburg sowie den lokalen Autobusverkehr in der Region.
Im April 2011 wurde bekannt, dass die Trolleybusse in La Chaux-de-Fonds aus Kostengründen bis 2014 durch Hybridbusse ersetzt werden sollen, dies löste jedoch heftige Proteste aus. Hintergrund ist ein Projekt für die Verschiebung der Busstation vor dem Bahnhof in südwestlicher Richtung, das den Neubau des zentralen Abschnitts der Fahrleitungsanlage im Bereich des Bahnhofplatzes bedingen würde. Am 20. Mai 2014 wurde der Trolleybusbetrieb in Folge der Bauarbeiten eingestellt und die Fahrleitungen vor dem Bahnhof demontiert. Nach Beendigung der Bauarbeiten im Jahr 2016 wurde der elektrische Betrieb nicht mehr aufgenommen.
Am 16. Juli 2021 wurde seitens TransN ein Ausschreibungsverfahren für neue Batterie-Gelenktrolleybusse eröffnet. Diese sollen ab 2023 geliefert werden und auch in La Chaux-de-Fonds eingesetzt werden, womit der elektrische Betrieb nach fast 10 Jahren wieder aufgenommen werden soll. 

## Linien
Es verkehrten zuletzt drei Trolleybus-Durchmesserlinien, sie wurden alle im Zehn-Minuten-Takt mit jeweils vier Umläufen bedient:
| Linie | Strecke                           | Haltestellen | Fahrzeit        | Taktfolge  | Wageneinsatz |
| ----- | --------------------------------- | ------------ | --------------- | ---------- | ------------ |
| 301   | Recorne – Gare – Arêtes           | 17 / 15      | 17 / 18 Minuten | 10 Minuten | Gelenkwagen  |
| 302   | Combe à l'Ours – Gare – Charrière | 19 / 18      | 17 / 18 Minuten | 10 Minuten | Solowagen    |
| 304   | Éplatures Nord – Gare – Hôpital   | 18 / 20      | 18 / 19 Minuten | 10 Minuten | Gelenkwagen  |

Die Linien 302 und 304 wurden in den Abendstunden sowie an Sonn- und Feiertagen durch die Autobuslinien 52 und 54 ersetzt, so dass in den Nebenverkehrszeiten nur die Linie 301 verkehrte. Der Trolleybus La Chaux-de-Fonds war ferner der letzte Schweizer Trolleybusbetrieb, der noch Solowagen ohne Anhänger einsetzte. Die Linien wurden zum Fahrplanwechsel im Dezember 2013 noch zu 301, 302 und 304 umnummeriert, die ursprünglichen Linienbezeichnungen lauteten 1, 2 und 4.

## Fahrzeuge
Für den Trolleybus La Chaux-de-Fonds wurden im Laufe der Jahre folgende 52 Fahrzeuge beschafft:
|  | Nummern   | Stück | Hersteller                     | Elektrik       | Typ            | Art    | Baujahre  | niederflurig | |
|  | --------- | ----- | ------------------------------ | -------------- | -------------- | ------ | --------- | ------------ | --- |
|  | 1–10      | 10    |                                |                |                | Solo   | 1949      | nein         | |
|  | 11–12     | 02    |                                |                |                | Solo   | 1954      | nein         | |
|  | 13–14     | 02    |                                |                |                | Solo   | 1961      | nein         | |
|  | 15–16     | 02    |                                |                |                | Solo   | 1965      | nein         | |
|  | 17–29     | 13    |                                |                |                | Solo   | 1942–1963 | nein         | gebraucht erworben, unter anderem vom Trolleybus Bern |
|  | 101–108   | 08    | FBW / Hess / Haag              | SAAS           | 91 T           | Solo   | 1978–1982 | nein         | mit gebrauchten elektrischen Ausrüstungen vom Trolleybus Genf, in VST-Einheitslackierung |
|  | 111–113   | 03    | NAW / Hess / Ramseier + Jenzer | Siemens        | BT 5-25        | Solo   | 1990      | nein         | letzte Hochflurwagen, Ende 2007 (113) beziehungsweise Ende 2010 ausrangiert (111 und 112) |
|  | 121–125   | 05    | NAW / Hess                     | Siemens        | BGT-N2         | Gelenk | 1996      | ja           | Erste Niederflurwagen und erste Gelenkwagen, 123–125 2013, 121-122 nach Betriebseinstellung nach Neuenburg versetzt, 123 aufgrund eines Unfallschadens dort als Ersatzteilspender ausgeschlachtet und im gleichen Jahr verschrottet. Ende 2015 wurden auch alle übrigen Wagen aus dem Verkehr genommen, 125 wurde im Rahmen einer Feuerwehrübung abgebrochen, die restlichen Wagen an den Verein Retrobus übergeben. |
|  | 631–633   | 03    | Solaris                        | Cegelec        | Trollino 12 AC | Solo   | 2005      | ja           | Ursprüngliche Nummern 131–133, nach Betriebseinstellung an den Oberleitungsbus Ostrava verkauft, wo bereits zuvor baugleiche Fahrzeuge im Einsatz waren. |
|  | 141–144   | 04    | Solaris                        | Cegelec        | Trollino 18 AC | Gelenk | 2005      | ja           | 2011 beim Hersteller Solaris in Zahlung gegeben, 2012 von diesem an den Oberleitungsbus Salzburg verkauft (Nummern 316–319), wo bereits zuvor Fahrzeuge der nachfolgenden Generation im Einsatz waren. |
|  | 161 - 178 | 18    | Hess                           | Hitachi Energy | lighTram 19DC  | Gelenk | 2023      | ja           | Die 2023/4 ausgelieferten Batterie-Trolleybusse sind für beide von transN betriebenen Trolleybus-Betriebe in Neuenburg und in La Chaux-de-Fonds vorgesehen. 12 Fahrzeuge werden in Neuenburg auf den Linien 101, 102 und 107 eingesetzt. Die restlichen 6 Fahrzeuge sind für den Betrieb in La Chaux-de-Fonds vorgesehen.                                                                                            |

Seit Ausrangierung der letzten hochflurigen Wagen 111–113, die durch Autobusse ersetzt wurden, kam es verstärkt zum Mischbetrieb mit Dieselbussen. Dieser weitete sich aus, als Ende 2011 die Wagen 141–144 aus dem Bestand schieden und 2013 die Wagen 123–125 nach Neuenburg umgesetzt wurden. Beide Serien wurden ab Oktober 2012 durch sieben Gelenk-Hybridbusse mit den Nummern 341–347 ersetzt, die ebenfalls von Solaris stammen. Zum Zeitpunkt der Betriebseinstellung waren noch fünf Trolleybusse vorhanden (121, 122, 631, 632 und 633), wovon Wagen 632 zuletzt jedoch nicht mehr betriebsfähig war.
In einem ersten Schritt werden ab Frühling 2024 6 Batterie-Trolleybusse nach La Chaux-de-Fonds geliefert. Diese werden in einem ersten Schritt auf der Linie 302 eingesetzt. Weitere 12 Fahrzeuge sollen im Jahre 2026 ausgeliefert werden, womit auch der elektrische Betrieb auf den Linien 301 und 304 wieder aufgenommen werden soll.